# Małyja Niastanawiczy
Małyja Niastanawiczy (biał. Малыя Нястанавічы; ros. Малые Нестановичи, Małyje Niestanowiczi) – agromiasteczko na Białorusi, w obwodzie mińskim, w rejonie łohojskim, w sielsowiecie Krajsk. W 2019 roku liczyło 216 mieszkańców.